# De Stijl (album)
 For alternative betydninger, se De Stijl. (Se også artikler, som begynder med De Stijl)
De Stijl er The White Stripes andet album. 2000. Grunden til at albummet fik navnet De Stijl, efter den hollandske kunstbevægelse De Stijl (kunst), var Jack Whites facination af det simple. Hele albummets coverart er holdt i bandets tre farver rød, sort og hvid og Kunstarten De Stijls former. Albummet har følgende sange:
- You're Pretty Good Looking for a Girl – Sang om en smuk kvinde. Spillet på Guitar og trommer
- Hello Operator – Guitar og trommer, med den eneste trommesole Meg White efter sigende, nogensinde skulle have lavet. Sang om ikke at ville betale sine regninger.
- Little Bird – guitar og trommer, blues sang om en mand der holder sin kvinde fanget.
- Apple Blossom – klaver, guitar og trommer, sang om at beskytte dem man holder af.
- Im Bound To Pack it Up -Guitar og trommer, sang om at rejse bort
- Death Letter – Son House cover. Om døden af en elsket.
- Sister, Do You Know my Name? – Sang om den første kærlighed.
- Truth Doesnt Make a Noise – Klaver, Guitar, trommer. Sang om kærlighed og sandhed, afspejler Jack Whites Facination af sandheden.
- A Boys Best Friend – Sang om en teenagers ønske om at forlade sit hjem.
- Lets Build a Home – slideguitar.
- Jumble, Jumble – guitar, trommmer.
- Why Cant you be Nicer to Me? Guitar, trommer.
- Your Southern Cane is Mine Blind Willie McTell cover. Blues